# Carlos Salazar Lomelín
Carlos Salazar Lomelín (16 de abril de 1951) es un empresario mexicano que se desempeñó como director general de Fomento Económico Mexicano (FEMSA) desde enero de 2014 y hasta enero de 2018.
Previamente, ocupó la dirección general de  Coca-Cola FEMSA desde el 1 de enero de 2000 hasta enero de 2014.
Salazar se graduó con una licenciatura en economía (1973) y un MBA (1989) del  Instituto Tecnológico y de Estudios Superiores de Monterrey (ITESM). También realizó cursos para ejecutivos en Administración de Empresas y Desarrollo Económico en  Instituto di Studi per lo Sviluppo Económico  en Nápoles, y en el IPADE, en México, D. F..
Durante sus estudios en Italia se internó en  Cassa di Risparmio delle Provincie Lombarde  (hoy en día Intesa Sanpaolo).
Se unió a Femsa en 1973 y se levantó a través de las filas como director general de Grafo Regia, oficial de planificación comercial de Femsa y director general de Femsa Cerveza. El 1 de enero de 2000 fue nombrado director ejecutivo de Coca-Cola Femsa
Aparte de sus actividades comerciales, Salazar ha dado conferencias en Economía en el Instituto Tecnológico de Monterrey, donde también se desempeñó como presidente de la junta asesora corporativa de EGADE Business School (2009-2010).
En junio de 2011 se rumoreó que tendría éxito Rafael Rangel Sostmann como rector de esa universidad.